# Cabo Vilán

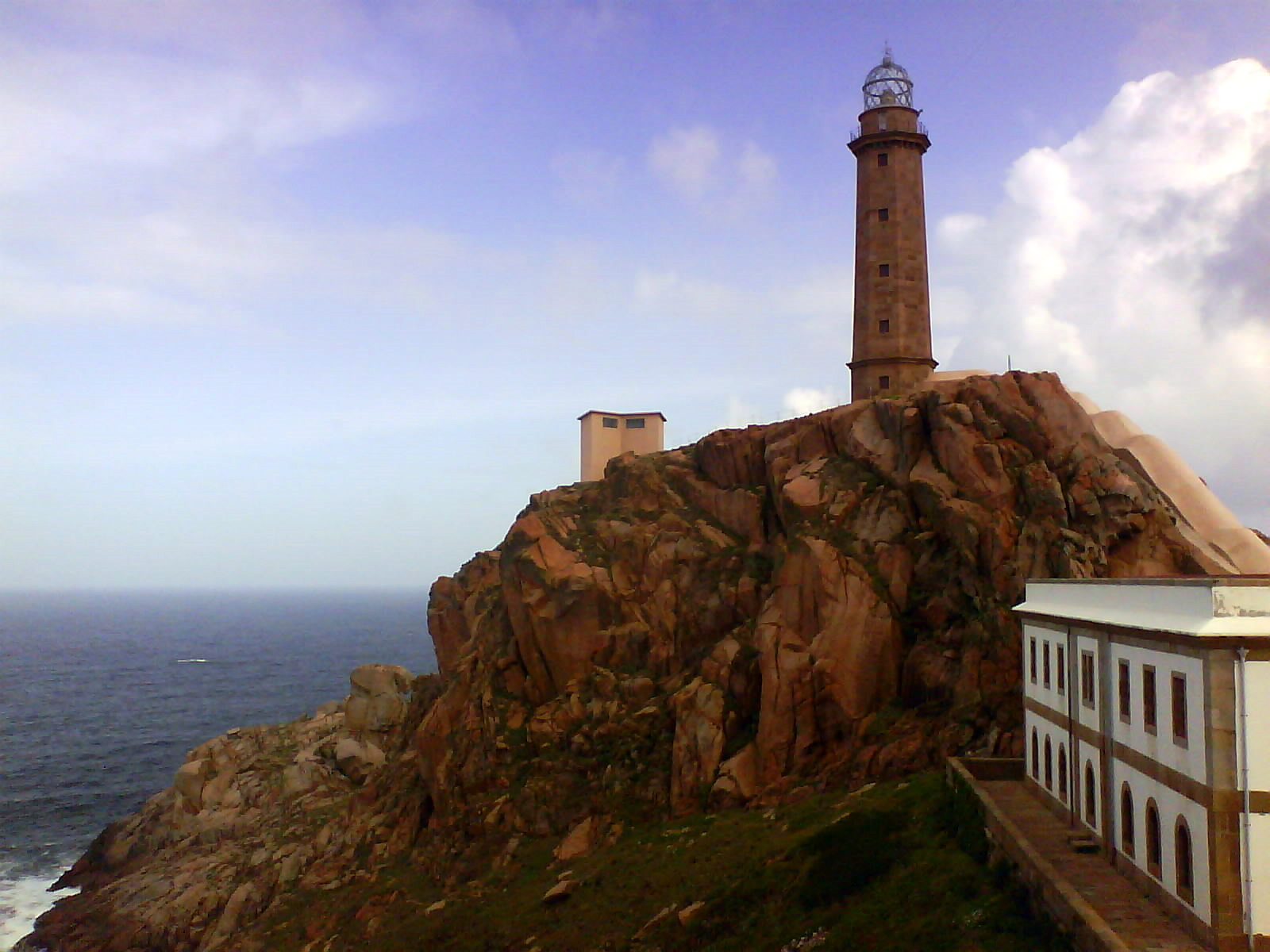
Cabo Vilán. Camariñas, Galiza, Espanha.

O Cabo Vilán é um cabo situado na Costa da Morte, no concelho de Camariñas, na Galiza, Espanha. O local foi declarado de Interesse Nacional em 1933, por ser um lugar rochoso e escarpado, e presentemente beneficia do estatuto de área protegida, categorizada Monumento Natural. Contudo, a escassa distância do cabo está instalado um parque eólico e uma aquacultura de criação de pregado.
O farol do Cabo Vilán assinala um dos trechos mais perigosos da Costa da Morte, mas também um dos de maior beleza. Erguido a 125 metros de altitude e unido ao antigo edifício dos faroleiros, tem um potente emissor de luz capaz de atingir os 55 km. É o farol elétrico mais antigo da Espanha.
Em 1890 o navio inglês Serpent, que navegava para a Serra Leoa, afundou-se perto do cabo por causa de um temporal, perecendo 173 homens que estão sepultados no Cemitério dos Ingleses, a escassa distância do cabo Vilán. 

## Galeria

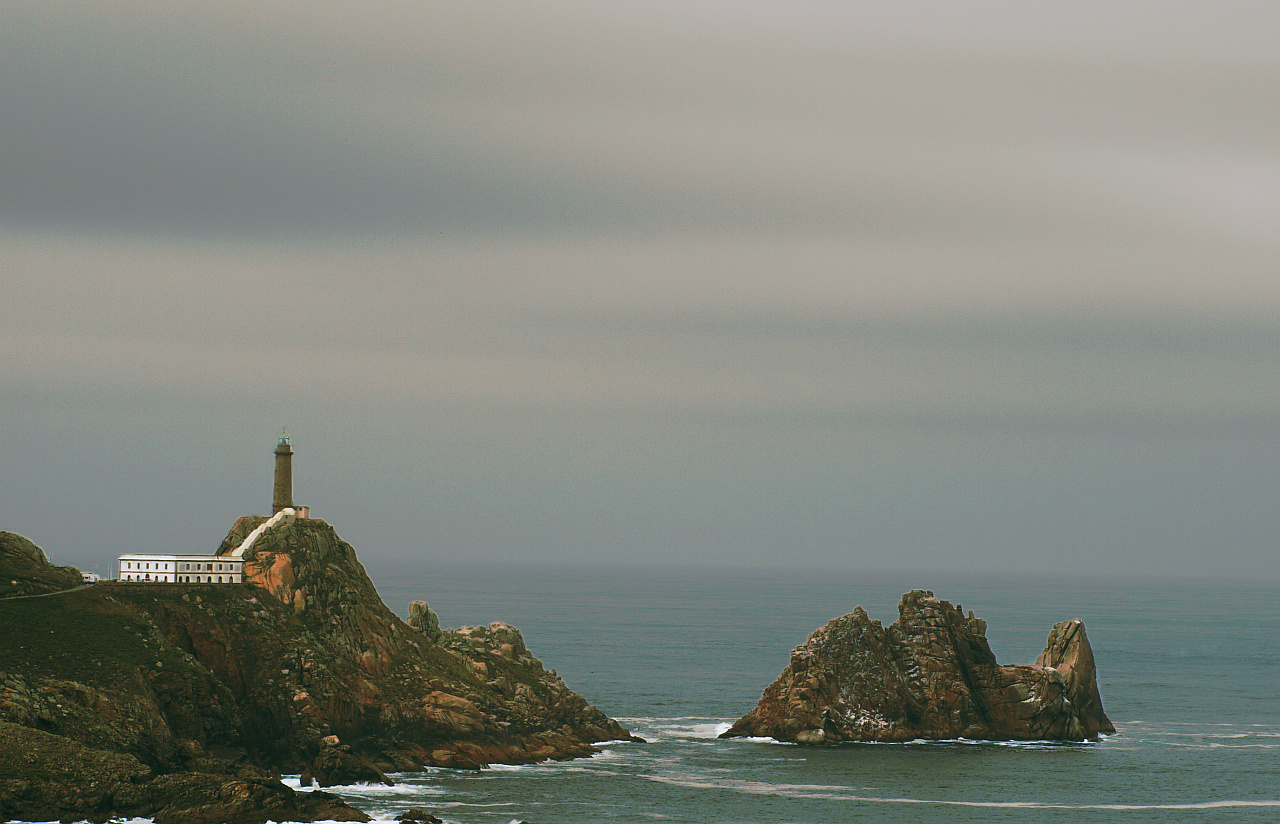
Cabo Vilán e Illote Vilán de Fóra
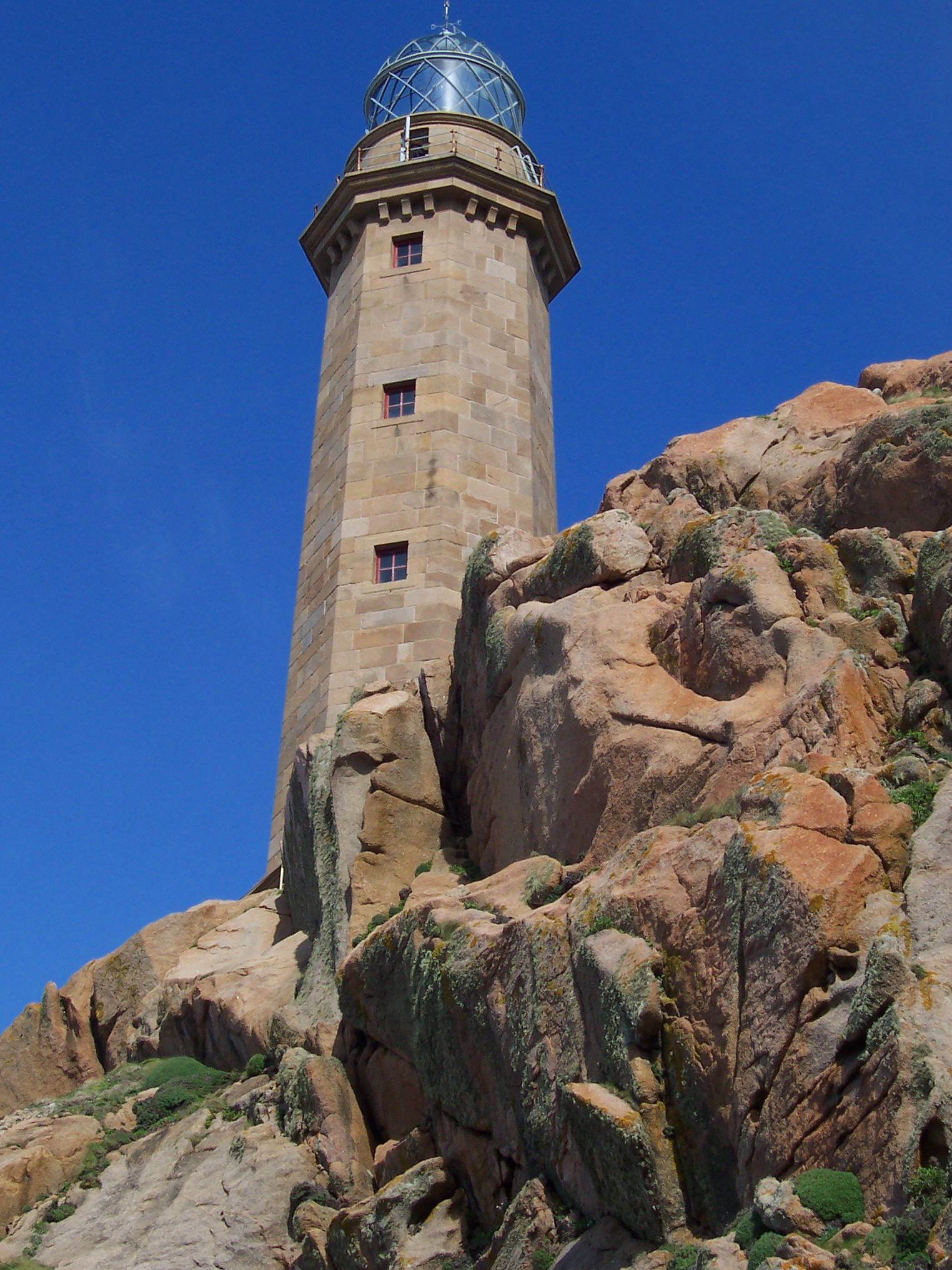
Farol do Cabo Vilán
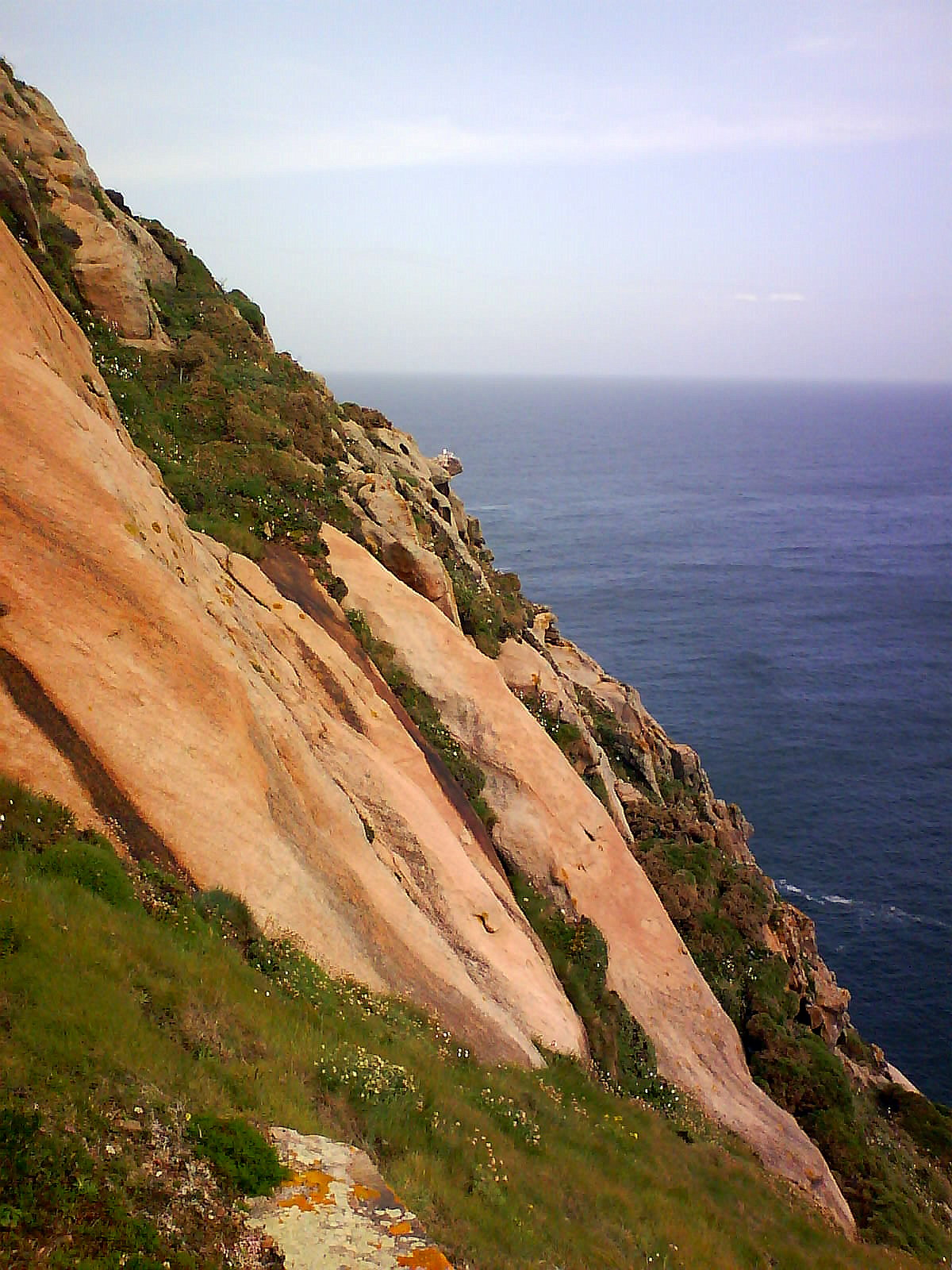
Cabo Vilán
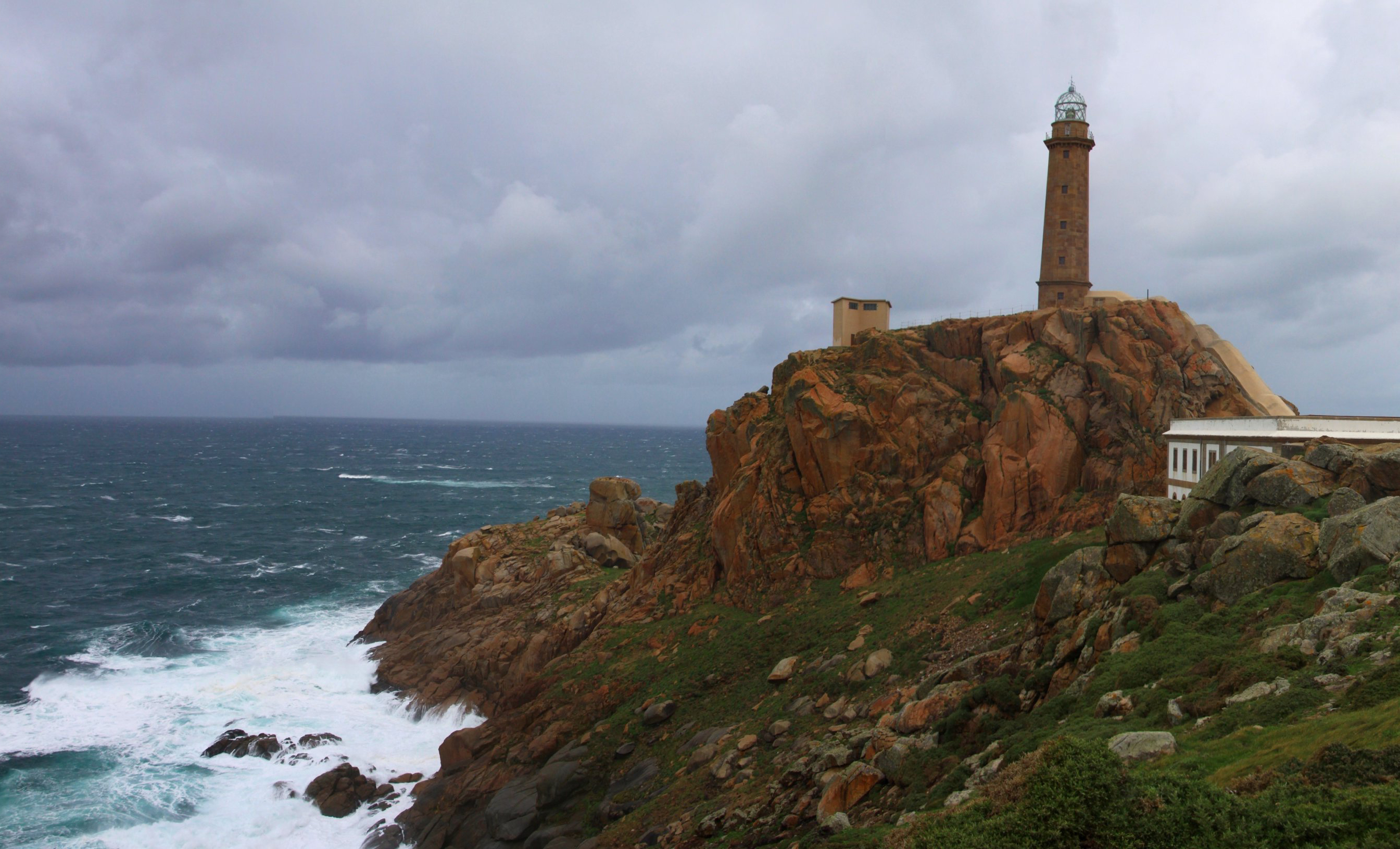